# Inter caetera

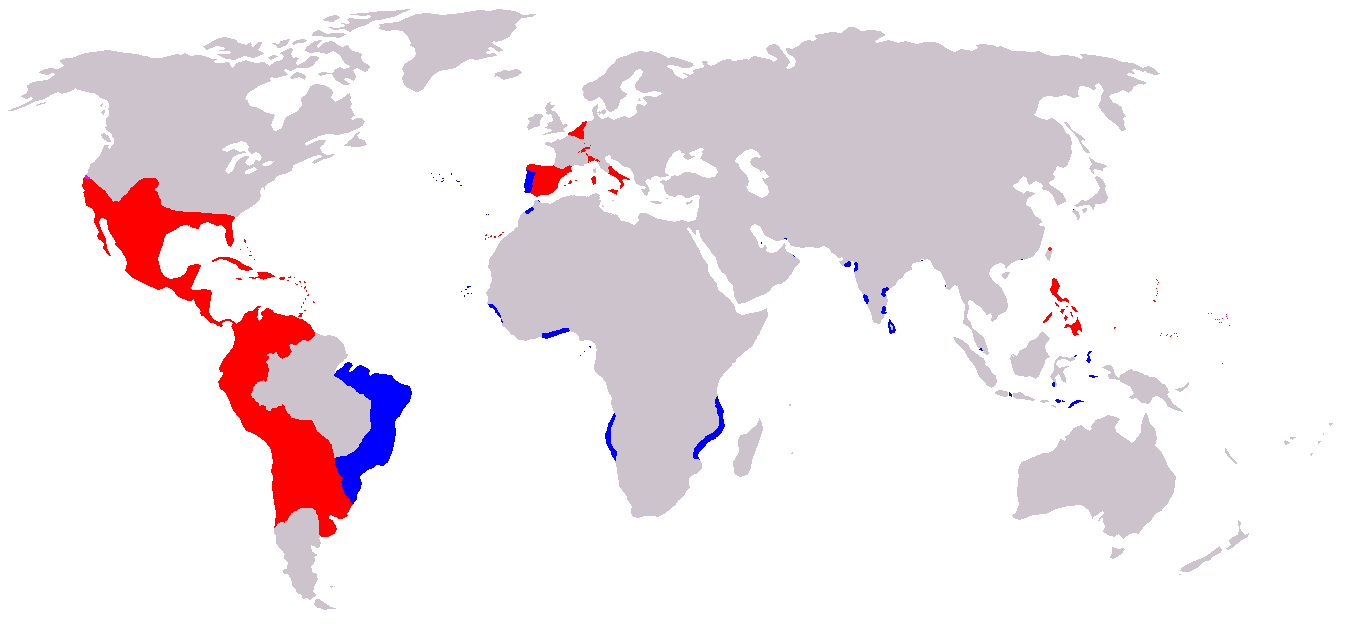
Іспанська (червоний) і португальська (синій) імперії в період особистої унії (1581—1640)

Inter caetera № 2 — булла, випущена Олександром VI 4 травня 1493 року. Булла передала Арагону і Кастилії (Іспанії) всі землі на захід і південь від лінії, що з'єднує полюси Землі і проходить в ста лігах західніше і південніше будь-якого з островів Азорського архіпелагу і архіпелагу Зеленого мису.
З деякими уточненнями, межа була підтверджена Тордесільяським договором, що заклав основи для поділу світу між Іспанією та Португалією.